# Creo Elements/Pro
Creo Elements/Pro, antes conocido como Pro/ENGINEER, es un producto de diseño, fabricación e ingeniería asistida por computadora de PTC Corporation (Massachusetts). Es un software de diseño paramétrico. Este es muy popular entre diseñadores mecánicos aunque un poco costoso, pero más económico que otros de su mismo rango como CATIA o Unigraphics. Una de las fortalezas de este software es la implementación de una suite para diseño mecánico, análisis de comportamiento (esfuerzos, térmicos, fatiga, eléctrico) y creación de archivos para la fabricación asistida por computadora.

## Versiones
PTC ha lanzado varias versiones. Desde las versiones "Wildfire" la interfaz gráfica de usuario ha cambiado de manera drástica. Los cambios hicieron al programa más intuitivo y fácil de aprender.
- Pro/ENGINEER 8.0 - 1991
- Pro/ENGINEER 9.0 - 1992
- Pro/ENGINEER 10.0 - 1993
- Pro/ENGINEER 11.0 - 1993
- Pro/ENGINEER 12.0 - 1993
- Pro/ENGINEER 13.0 - 1994
- Pro/ENGINEER 14.0 - 1994
- Pro/ENGINEER 15.0 - 1995
- Pro/ENGINEER 16.0 - 1996
- Pro/ENGINEER 17.0 - 1997
- Pro/ENGINEER 18.0 - 1997
- Pro/ENGINEER 19.0 - 1998
- Pro/ENGINEER 20.0 - 1998
- Pro/ENGINEER 2000i - 1999
- Pro/ENGINEER 2000i2
- Pro/ENGINEER 2001
- Pro/ENGINEER Wildfire 1.0
- Pro/ENGINEER Wildfire 2.0
- Pro/ENGINEER Wildfire 3.0
- Pro/ENGINEER Wildfire 4.0
- Pro/ENGINEER Wildfire 5.0